# Boyd Kane
Boyd Kane (né le 18 avril 1978 à Swift Current, dans la province de la Saskatchewan au Canada) est un joueur professionnel canadien de hockey sur glace.

## Carrière de joueur
Originellement un choix des Penguins de Pittsburgh en 1996, il ne signa aucun contrat avec ces derniers. C'est pourquoi il put être à nouveau éligible lors du repêchage de 1998 où cette fois il fut choisi par les Rangers de New York.
Il débuta donc sa carrière professionnelle lors de la saison 1998-1999 avec le Wolf Pack de Hartford, club-école des Rangers. Il eut une certaine difficulté à s'adapter au niveau de jeu de la Ligue américaine de hockey étant envoyé dans une division inférieure à quelques reprises aux cours des saisons qui suivirent. Il faudra attendre la saison 2001-2002 avant de le voir se tailler un poste permanent avec le Wolf Pack. Il aura entre-temps évolué dans l'ECHL et dans la United Hockey League.
Aux cours des années qui suivirent, il remporta à trois reprises la Coupe Calder (2005, 2006 & 2010) en plus de jouer quelques parties dans la Ligue nationale de hockey avec les Flyers de Philadelphie et les Capitals de Washington.

## Statistiques
| Saison     | Équipe                   | Ligue      |    | Saison régulière | Saison régulière | Saison régulière | Saison régulière | Saison régulière |   | Séries éliminatoires | Séries éliminatoires | Séries éliminatoires | Séries éliminatoires | Séries éliminatoires |
| Saison     | Équipe                   | Ligue      | PJ | B                | A                | Pts              | Pun              | PJ               | B | A                    | Pts                  | Pun                  |                      |                      |
| 1994-1995  | Pats de Regina           | LHOu       | 25 | 6                | 5                | 11               | 6                | 4                | 0 | 0                    | 0                    | 0                    |                      |                      |
| 1995-1996  | Pats de Regina           | LHOu       | 72 | 21               | 42               | 63               | 155              | 11               | 5 | 7                    | 12                   | 12                   |                      |                      |
| 1996-1997  | Pats de Regina           | LHOu       | 66 | 25               | 50               | 75               | 154              | 5                | 1 | 1                    | 2                    | 15                   |                      |                      |
| 1997-1998  | Pats de Regina           | LHOu       | 68 | 48               | 45               | 93               | 133              | 9                | 5 | 7                    | 12                   | 29                   |                      |                      |
| 1998-1999  | Checkers de Charlotte    | ECHL       | 12 | 5                | 6                | 11               | 14               | -                | - | -                    | -                    | -                    |                      |                      |
| 1998-1999  | Wolf Pack de Hartford    | LAH        | 56 | 3                | 5                | 8                | 23               | -                | - | -                    | -                    | -                    |                      |                      |
| 1999-2000  | Icemen de Binghamton     | UHL        | 3  | 0                | 2                | 2                | 4                | 1                | 0 | 0                    | 0                    | 0                    |                      |                      |
| 1999-2000  | Checkers de Charlotte    | ECHL       | 47 | 10               | 19               | 29               | 110              | -                | - | -                    | -                    | -                    |                      |                      |
| 1999-2000  | Wolf Pack de Hartford    | LAH        | 8  | 0                | 0                | 0                | 9                | -                | - | -                    | -                    | -                    |                      |                      |
| 2000-2001  | Checkers de Charlotte    | ECHL       | 12 | 9                | 8                | 17               | 6                | -                | - | -                    | -                    | -                    |                      |                      |
| 2000-2001  | Wolf Pack de Hartford    | LAH        | 56 | 11               | 17               | 28               | 81               | 5                | 2 | 0                    | 2                    | 2                    |                      |                      |
| 2001-2002  | Wolf Pack de Hartford    | LAH        | 78 | 17               | 22               | 39               | 193              | 10               | 1 | 2                    | 3                    | 50                   |                      |                      |
| 2002-2003  | Falcons de Springfield   | LAH        | 72 | 15               | 22               | 37               | 121              | 6                | 3 | 1                    | 4                    | 8                    |                      |                      |
| 2003-2004  | Phantoms de Philadelphie | LAH        | 73 | 13               | 22               | 35               | 177              | 12               | 0 | 1                    | 1                    | 39                   |                      |                      |
| 2003-2004  | Flyers de Philadelphie   | LNH        | 7  | 0                | 0                | 0                | 7                | -                | - | -                    | -                    | -                    |                      |                      |
| 2004-2005  | Phantoms de Philadelphie | LAH        | 58 | 9                | 15               | 24               | 112              | 21               | 0 | 7                    | 7                    | 28                   |                      |                      |
| 2005-2006  | Bears de Hershey         | LAH        | 74 | 20               | 29               | 49               | 185              | 21               | 4 | 9                    | 13                   | 14                   |                      |                      |
| 2005-2006  | Capitals de Washington   | LNH        | 5  | 0                | 1                | 1                | 2                | -                | - | -                    | -                    | -                    |                      |                      |
| 2006-2007  | Phantoms de Philadelphie | LAH        | 57 | 10               | 22               | 32               | 98               | -                | - | -                    | -                    | -                    |                      |                      |
| 2006-2007  | Flyers de Philadelphie   | LNH        | 15 | 0                | 2                | 2                | 28               | -                | - | -                    | -                    | -                    |                      |                      |
| 2007-2008  | Phantoms de Philadelphie | LAH        | 57 | 18               | 26               | 44               | 102              | 12               | 4 | 4                    | 8                    | 25                   |                      |                      |
| 2008-2009  | Phantoms de Philadelphie | LAH        | 58 | 17               | 26               | 43               | 74               | 4                | 1 | 1                    | 2                    | 6                    |                      |                      |
| 2008-2009  | Flyers de Philadelphie   | LNH        | 1  | 0                | 0                | 0                | 0                | -                | - | -                    | -                    | -                    |                      |                      |
| 2009-2010  | Bears de Hershey         | LAH        | 76 | 24               | 20               | 44               | 77               | 21               | 1 | 6                    | 7                    | 34                   |                      |                      |
| 2009-2010  | Capitals de Washington   | LNH        | 3  | 0                | 0                | 0                | 2                | -                | - | -                    | -                    | -                    |                      |                      |
| 2010-2011  | Bears de Hershey         | LAH        | 74 | 24               | 25               | 49               | 80               | 6                | 1 | 2                    | 3                    | 4                    |                      |                      |
| 2011-2012  | Bears de Hershey         | LAH        | 68 | 19               | 21               | 40               | 149              | 5                | 2 | 1                    | 3                    | 6                    |                      |                      |
| 2012-2013  | Bears de Hershey         | LAH        | 74 | 15               | 22               | 37               | 66               | 5                | 0 | 0                    | 0                    | 2                    |                      |                      |
| 2013-2014  | KHL Medveščak            | KHL        | 48 | 4                | 5                | 9                | 64               | 4                | 1 | 1                    | 2                    | 6                    |                      |                      |
| Totaux LNH | Totaux LNH               | Totaux LNH | 31 | 0                | 3                | 3                | 39               | -                | - | -                    | -                    | -                    |                      |                      |

## Trophées et honneurs personnels
- Ligue américaine de hockey
  - 2005, 2006 et 2010 : remporte la Coupe Calder avec les Phantoms de Philadelphie et avec les Bears de Hershey

## Transactions en carrière
- 10 octobre 2002 : échangé au Lightning de Tampa Bay par les Rangers de New York en retour de Gordie Dwyer.
- 14 juillet 2003 : signe un contrat comme agent libre avec les Flyers de Philadelphie.
- 12 août 2005 : signe un contrat comme agent libre avec les Capitals de Washington.
- 13 juillet 2006 : signe un contrat comme agent libre avec les Flyers de Philadelphie.